# Вільяльбілья
Вільяльбілья (ісп. Villalbilla) — муніципалітет в Іспанії, у складі автономної спільноти Мадрид. Населення — 9819 осіб (2010).
Муніципалітет розташований на відстані близько 35 км на схід від Мадрида.
На території муніципалітету розташовані такі населені пункти: (дані про населення за 2010 рік)
- Ель-Гуругу: 229 осіб
- Лос-Уерос: 2692 особи
- Сулема-Пеньяс-Альбас: 2793 особи
- Вільяльбілья: 2706 осіб
- Дееса-де-лос-Уерос: 28 осіб
- Вальделагіла-Ель-Робледаль: 1371 особа

## Демографія
Динаміка населення (INE ):